# تپه دارکین اسکندر
تپه دارکین اسکندر مربوط به دوره ساسانیان است و در شهرستان بیجار، روستای دولت یار واقع شده و این اثر در تاریخ ۱۸ مهر ۱۳۵۶ با شمارهٔ ثبت ۱۴۸۱ به‌عنوان یکی از آثار ملی ایران به ثبت رسیده است.